# Gulella inconspicua
Gulella inconspicua é uma espécie de gastrópode da família Streptaxidae.
É endémica da Tanzânia.